# Isosaari (ö i Finland, Norra Österbotten, Oulunkaari, lat 65,15, long 27,79)
Isosaari är en halvö i Finland. Den ligger i sjön Korpinen och i kommunen Pudasjärvi i den ekonomiska regionen  Oulunkaari  och landskapet Norra Österbotten, i den centrala delen av landet, 600 km norr om huvudstaden Helsingfors.